# Newbridge (Kildare)
Newbridge (en gaèlic irlandès Droichead Nua o "el pont nou") és una vila d'Irlanda, al comtat de Kildare, a la província de Leinster. Es troba als marges del riu Liffey i limita a l'est amb la planura de Curragh. Cap amunt del riu hi ha les viles d'Athgarvan, Kilcullen i Blessington, i cap avall les de Caragh, Clane i Celbridge.

## Història
L'assentament s'origina amb la fundació el 1202 de l'abadia del Priorat del Gran Connell de l'orde agustina. Tanmateix, la primera menció escrita a Newbridge prové del viatger John Dunton el 1698, tot i que la capella no hi fou construïda fins al 1730 i la taverna fins al 1750. El primer pont que donà nom a la vila fou destruït per unes riuades el 1789 i reconstruït el 1790 sota indicacions de William Chapman. Cap al 1815 s'hi construí la caserna de cavalleria, veritable origen de la ciutat. que es va expandir ràpidament després de la construcció de Camp Curragh en 1855 i l'arribada del ferrocarril el 1846.

## Agermanaments
- Ocala
- Bad Lippspringe

## Personatges
- Christy Moore - músic
- Luka Bloom (nascut Barry Moore), músic
- Donal Lunny, músic
- Sinéad O'Carroll, cantant
- Kathleen Lonsdale, científica
- Clare Daly, polític
- Pat Eddery, jockey
- Grup Super Extra Bonus Party.
- Jarlath Regan còmic